# Comté de Deux-Ponts-Bitche
 (juillet 2020).
Si vous disposez d'ouvrages ou d'articles de référence ou si vous connaissez des sites web de qualité traitant du thème abordé ici, merci de compléter l'article en donnant les références utiles à sa vérifiabilité et en les liant à la section « Notes et références ».
1286–1570
Entités précédentes :
- Comté de Deux-Ponts
- Seigneurie de Bitche
- Seigneurie de Lichtenberg

Entités suivantes :
- Comté de Bitche
- Comté de Hanau-Lichtenberg

Le comté de Deux-Ponts-Bitche (Grafschaft Zweibrücken-Bitsch en allemand) était un comté médiéval dont les territoires englobaient notamment Bitche dans l'actuelle Moselle (Lorraine), et un territoire à l'est de Deux-Ponts/Zweibrücken (autour de Lemberg) dans l'actuelle Rhénanie-Palatinat. C’était un fief formé entre 1286, 1295 et 1302 (et même 1333 pour le dernier partage des biens restés jusque-là indivis) de la partie orientale de l'ancien comté de Deux-Ponts, et de la seigneurie lorraine de Bitche (par échange territorial avec le Duché de Lorraine en 1297-1302). La fraction venue du comté de Deux-Ponts, Lemberg, était issue d'un partage familial chez les Sarrebruck-Deux-Ponts : la branche cadette, dite eberhardienne, reçut cette partie orientale ; la branche aînée des Sarrebruck-Deux-Ponts, dite walramide, garda la partie occidentale, autour de Deux-Ponts/Zweibrücken jusqu'à son extinction en 1394, avec alors passage aux ducs de Lorraine puis vers 1400 aux Bavière-Palatinat, d'où les Palatinat-Deux-Ponts. Tous ces comtes sont des cadets de la Maison de Sarrebruck issue au XIe siècle des comtes en Saargau. Élevé au rang de principauté du Saint-Empire romain germanique, Deux-Ponts-Bitche subsista jusqu'en 1570 avant d'être partagé entre les héritiers du dernier comte, Jacques.

## Blason
Hérité de l'ancien comté de Deux-Ponts : D'or au lion rampant de gueules (Lion rouge debout sur fond or).

## Histoire
Lors de la succession de 1282 à la mort du comte Henri II de Deux-Ponts, le comté de Deux-Ponts (lui-même venu du démembrement du comté de Sarrebruck un siècle auparavant vers 1182-88) resta d'abord indivis entre ses fils : Simon Ier  ou II [pas clair] († 1305) ; Henri III ou Ier[pas clair] († 1281) ; Walram/Waléran Ier († 1308/09) ; et Eberhard Ier († 1321). 
Puis en 1286/1287/1288 et en 1295 eut lieu un partage : la partie orientale des États de Deux-Ponts (Lemberg) échut au dernier fils du comte Henri II de Deux-Ponts, Eberhard Ier, lequel, par union personnelle, l’unifia en 1302 comme « comté de Deux-Ponts-Bitche » à la seigneurie lorraine de Bitche/Bitsch, qu'il avait obtenue par échange territorial avec le duché de Lorraine (duc Ferry III, accords de mai 1297 et juillet 1302) (la partie occidentale, avec Deux-Ponts/Zweibrücken, alla à Walram Ier, d'où la suite des comtes de Deux-Ponts jusqu'en 1394).

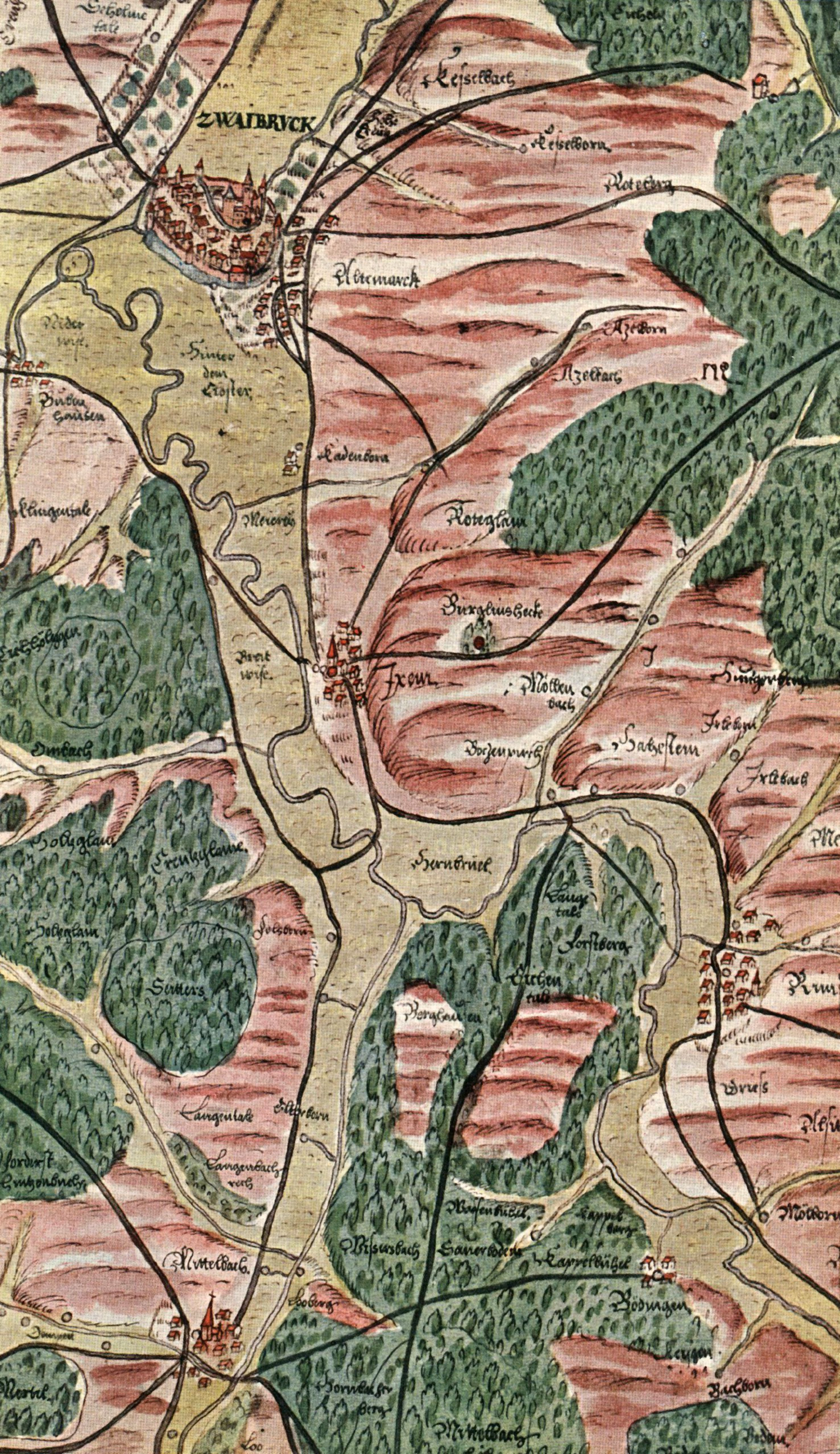
Carte de la principauté de Deux-Ponts par Tilemann Stella (1564).

Le comté comprenait ainsi le bailliage de Lemberg à l'est de Deux-Ponts, les bailliages lorrains de Marimont-lès-Bénestroff, de Lindre : -Haute, -Basse, et de Sarreguemines (pour l'explication de ces fiefs, voir les notes 1 et 2) ; mais dès 1297/1302, ces domaines sont perdus, puisque ce sont justement eux qui font l'objet de l'échange contre Bitche négocié avec le duc de Lorraine[pas clair] en 1297 et 1302), ainsi que des prérogatives sur les châteaux de Landeck et de Lindelbronn (les deux près de Klingenmünster). L’administration des fiefs du Mont-Tonnerre et de Bad Bergzabern ainsi que la charge de vidame du monastère de Hornbach furent cependant exercées conjointement par Eberhard Ier et son frère Walram/Waléran (qui avait lui obtenu la partie occidentale du comté de Deux-Ponts autour de Zweibrücken), avant d'être séparées définitivement en 1333 (les branches walramide et eberhardienne recevant alors chacune une moitié de ces fiefs jusque là indivis).
Par la suite, les comtes de Bitche ne parvinrent que très lentement et de façon fort marginale à agrandir leur domaine héréditaire, qui faillit même disparaître lors de l’extinction de la branche aînée de Deux-Ponts, en 1394 à la mort du dernier comte Eberhard II, qui avait légué dès 1385-1390 son comté de Deux-Ponts à l’Électeur Palatin et non pas à son cousin Jean/Hanemann Ier de Deux-Ponts-Bitche. Même, deux localités situées près de Bitche furent prises par les Lichtenberg : Montbronn au XIIIe siècle et Schweyen au XIVe siècle. Simon IV ou VI[pas clair] Wecker de Deux-Ponts-Bitche obtint temporairement Falkenstein en 1479, et sa femme Elisabeth de Lichtenberg, fille de Louis V, nièce de Jacques le Barbu († 1480, dernier seigneur de Lichtenberg de sa lignée) et sœur d'Anne ci-dessous, lui apporta la moitié de la seigneurie de Lichtenberg en 1480 (Anne apportant l'autre moitié de Lichtenberg à son mari Philippe de Hanau).
Au XVIe siècle, le comte Jacques de Deux-Ponts-Bitche-Lichtenberg, petit-fils de Simon IV Wecker, parvint une dernière fois à constituer en Alsace septentrionale et dans le sud du Palatinat un carrefour marchand actif, ayant hérité en 1554-1559 de la seigneurie d'Ochsenstein, à la suite de l'extinction de la branche cadette de Deux-Ponts-Bitche-Ochsenstein (dotée d'Ochsenstein depuis 1485, par un mariage : voir à la fin). De plus, Jacques avait mis la main vers 1541 sur d'autres fiefs des Ochsenstein allés à son frère aîné Simon V-VIII Wecker et à sa nièce Amélie, comme Niederbronn (et Oberbronn pour les fiefs, Amélie conservant les biens allodiaux).
Le comte Jacques avait donc succédé à son frère Simon V Wecker († 1540) et à sa nièce Amélie (donation de 1541, quelque peu sollicitée et vite contestée), et ne laissa comme lui qu'une fille pour héritière. Mais en 1570, à la mort de Jacques, une querelle de succession s'éleva entre les époux respectifs des deux cousines Louise-Marguerite (1540-1569, mariée en 1560, fille de Jacques) et Amélie (1537-1577, mariée en 1551, fille de Simon V) : le comte Philippe V de Hanau-Lichtenberg, et le comte Philippe Ier de Linange-Westerburg qui contestait fermement la donation sous pression de 1541. Philippe V de Hanau-Lichtenberg aurait pu s'imposer sans problème à son rival Philippe Ier de Linange, s'il ne s'était pas rallié aux Luthériens lorsque se répandit la Réforme, se faisant un ennemi juré du très catholique duc de Lorraine. Le duc Charles III réclamait le retour de la seigneurie lorraine de Bitche à son duché, agissant en tant que suzerain lige, rappelant l'origine lorraine incontestable de Bitche (notamment, son ancêtre Ferry Ier fut seigneur de Bitche avant d'être duc), et excipant de surcroît de la caducité des accords de 1297/1302 à cause de l'extinction agnatique (dans les mâles) des Deux-Ponts-Bitche. En juillet 1572, les troupes lorraines envahirent le comté. Comme Philippe V ne pouvait rien contre la puissance des ducs de Lorraine ni celle des Guise, leur célèbre branche cadette, il opta pour l'action juridique. Las ! au terme des conclusions léonines du procès devant la Chambre impériale, la Maison de Lorraine pouvait revendiquer non seulement les terres lorraines issues du partage territorial de 1302, mais aussi prétendre à des fiefs que les comtes de Linange avaient rachetés en 1573.
Cependant, en 1604, un accord vint régler le partage entre la Maison de Hanau-Lichtenberg et le duché de Lorraine (Charles III) : le bailliage de Lemberg restait aux Hanau-Lichtenberg avec Baerenthal et Philippsbourg (fondé en 1566 par Philippe IV de Hanau-Lichtenberg), les autres territoires (Bitche) étant rattachés à la Lorraine (Falkenstein, accordé d'abord aux Hanau-Lichtenberg passa en 1609 aux Lorraine). Par des jugements ou accords de 1667, 1691 et 1709  Niederbronn, Oberbronn, Wasenbourg, furent restitués aux Linange-Westerburg, descendants d'Amélie (les Hanau-Lichtenberg conservant Ochsenstein). Quant à la Maison de Hanau-Lichtenberg, elle se fondra au XVIIIe siècle dans celle de Hesse-Darmstadt : voir à la fin de l'article.

## Les comtes de Deux-Ponts-Bitche
- 13 mai 1297 - 1321 : Eberhard Ier (Evrard), un des quatre fils du comte Henri II de Deux-Ponts évoqués plus haut (Henri II était le mari d'Agnès d'Eberstein, et le fils du comte Henri Ier de Deux-Ponts et de sa femme Edwige de Lorraine fille de Frédéric de Bitche ; Henri Ier était lui-même le fils cadet de Simon Ier comte de Sarrebruck — † 1181, époux de Mechtild/Mathilde de Sponheim probablement — et le frère de Simon II de Sarrebruck : le partage du comté de Sarrebruck entre les deux frères Simon II de Sarrebruck et Henri Ier de Sarrebruck-Deux-Ponts avait eu lieu en 1182-1188) ; Eberhard Ier épousa sa cousine Agnès de Sarrebruck, fille de Simon IV (arrière-petit-fils de Simon II de Sarrebruck)[1]
- 1321 - 1355 : Simon Ier (ou II ou III), leur fils, x 1329 Agnès fille de Jean II (Hannemann) de Lichtenberg ; → Simon Ier-II-III avait un frère : Eberhard/Evrard (II)
- 1355 - ~1400 : Jean (Han(n)emann) Ier, leur fils, x Elisabeth fille du comte Frédéric VIII de Linange-Dabo/Leiningen-Dagsburg (branche cadette des Sarrebruck) ;

→ La sœur de Jean Ier, Laurette/Lorette, épousa Jean IV de Lichtenberg ; leur frère Simon II Wecker épousa Agnès fille de Jean II de Saarwerden, d'où : Simon III, † 1403
- ~1400 - ~1418/1422 : Jean (Han(n)emann) II, leur fils, x 1409 Imagine/Imagina fille du comte Frédéric III d'Œttingen ;

→ Jean II règne les premières années conjointement avec son frère Simon IV Wecker († 1407, x Hildegarde de Lichtenberg) : père d'Adélaïde (x 1412/1413 Conrad IV de Fürstenberg) ; et d'Henri Ier d'Ochsenstein († 1453 ; x Cunégonde d'Ochsenstein, nièce de Frédéric d'Ochsenstein († 1411) ci-dessous, fille de Volmar († 1426) et sœur héritière de Georges Ier d'Ochsenstein † sans postérité en 1485 (le site place Henri Ier une génération après, comme frère de Simon IV et d'Hanemann III) ; d'où :
Henri II d'Ochsenstein (fl. 1490, † 1499 ; x Barbara de Tengen), père lui-même de Cunégonde, et de Georges II d'Ochsenstein, † 1559 sans postérité.
Jacques, le dernier des Deux-Ponts-Bitche ci-dessous, hérite alors d'Ochsenstein
- 1418 - 1474 : Frédéric, leur fils, † 1474, x 1435 Anne (Raugräfin d'AltenBamberg et NeuBamberg, une Emichonide ?)

→ frère et sœurs de Frédéric : Simon V Wecker, † 1428/29 ; Elsa qui épouse Frédéric d'Ochsenstein † 1411, sans postérité ; et leur sœur Agnès, x Rodolphe
de Linange-Réchicourt/von Leiningen-Rixingen (issu des Linange-Dabo, donc des Sarrebruck)
- 1474 - 1499 : Simon IV ou VI Wecker, leur fils, x Elisabeth de Lichtenberg (1444-1494), héritière en 1480 de la moitié de la seigneurie de Lichtenberg et sœur d'Anne, cf. ci-dessus et ci-dessous (deux filles du comte Louis V, † 1471 ; nièces du comte Jacques le Barbu, † 1480 ; Anne apporta l'autre moitié de Lichtenberg à son mari Philippe Ier l'Ancien de Hanau-Babenhausen)

→ frères de Simon IV : Hanemann III († 1452)  ; et Henri Ier d'Ochsenstein ci-dessus ?
1499 - 1532 : Renaud (Reinhard, René), † 1532, fils aîné de Simon IV-VI et d'Elisabeth de Lichtenberg, x 1501 Anne comtesse Sauvage du Rhin (Wild- und RheinGräfin, Salm), † 1541, fille de Jean VI ;
→ Reinhard eut un frère : Simon VII Wecker ; et des sœurs : Elisabeth, † 1487, x 1485 Henri de Wurtemberg comte de Montbéliard, d'où le duc-comte Ulrich VI ; Anne, †
1531, x Hugues XII de Montfort-Rothenfels
1532 - 1540 : Simon V ou VIII Wecker (1505-1540), fils aîné de Reinhard et Anne, x Barbara de/von Daun-Oberstein
→ Simon et son frère Jacques (qui suivra) avaient pour sœurs : Elisabeth (1504-1575), x Jean-Louis comte de Sulz (de) ; et Jeanne, x 1532 Conrad IV de
Tübingen-Lichtenegg.
Simon V-VIII ne laisse qu'une fille, Amélie (1537-1577 ; mariée à Philippe Ier de Linange-Westerburg en 1551 (cf. ci-dessus ; les Linange-Westerburg descendent en lignée féminine des Linange-Dabo, branche cadette des Sarrebruck) ; par son père Simon, elle est dame de Niederbronn, mais elle cède hâtivement ses droits en 1541 à son oncle Jacques ci-dessous, ce que contesteront les Linange-Westerburg avec succès, obtenant bien plus tard la restitution de Niederbronn et d'Oberbronn : cf. ci-dessus) ; l'essentiel de la succession de Simon V passe donc à son frère Jacques en 1541 :
1540 - 1570 : Jacques/Jacob (1510-1570 ; fils cadet de Reinhard et Anne ; héritier d'Ochsenstein en 1554-1559), x Catherine de Hohenstein/Hohnstein, † 1570, fille d'Ernest V (de la famille thuringienne de l'évêque de Strasbourg Guillaume)
Jacques ne laisse lui aussi qu'une fille, Ludovica-Margaretha de Deux-Ponts-Bitche-Lichtenberg (née le 19 juillet 1540 à Ingwiller ; † le 15 décembre 1569 à Bouxwiller), héritière posthume en 1570 du comté de Deux-Ponts-Bitche, c'est-à-dire de Bitche et Lemberg : mais finalement Bitche ne pourra être conservé et passe aux ducs de Lorraine à partir de 1572/1604 ; héritière aussi de la moitié de Lichtenberg, comme vu plus haut.
Louise-Marguerite épouse en 1560 le comte Philippe V de Hanau-Lichtenberg (1541-1599), fils de Philippe IV titulaire de l'autre moitié de Lichtenberg, celle du comté de Hanau-Lichtenberg, venue en 1480 d'Anne de Lichtenberg († 1474), la sœur d'Elisabeth – † 1495, femme de Simon IV-VI Wecker – et la femme de Philippe Ier l'Ancien de Hanau-Babenhausen-Lichtenberg († 1480) : Anne et Philippe Ier eurent Philippe II († 1504), père de Philippe III († 1538), père de Philippe IV († 1590), père de Philippe V († 1599).
Philippe V fut donc en 1570 par sa femme prédécédée Ludovica-Margaretha, l'héritier de son lointain cousin le comte Jacques pour la moitié de Lichtenberg, et en 1590 l'héritier de son père Philippe IV pour l'autre moitié : alors la seigneurie de Lichtenberg put être réunie en 1590. D'où la succession de Lemberg et Baerenthal, Philippsbourg, Ochsenstein, et de la seigneurie de Lichtenberg réunie, avec formation du grand-bailliage de Lemberg en 1606 par Jean-René Ier de Hanau-Lichtenberg, † 1625, le fils de Philippe V et Louise-Marguerite (Bitche et Falkenstein étant abandonnés à la Lorraine en 1604 et 1609). L'arrière-arrière-petite-fille de Johann-Reinhardt Ier, Charlotte de Hanau-Lichtenberg, † 1726, transmit ces domaines à la Maison de Hesse-Darmstadt, par son mariage en 1717 avec Louis VIII : leur fils Louis IX fonde Pirmasens près de Lemberg en 1763.